# Tagesschau24

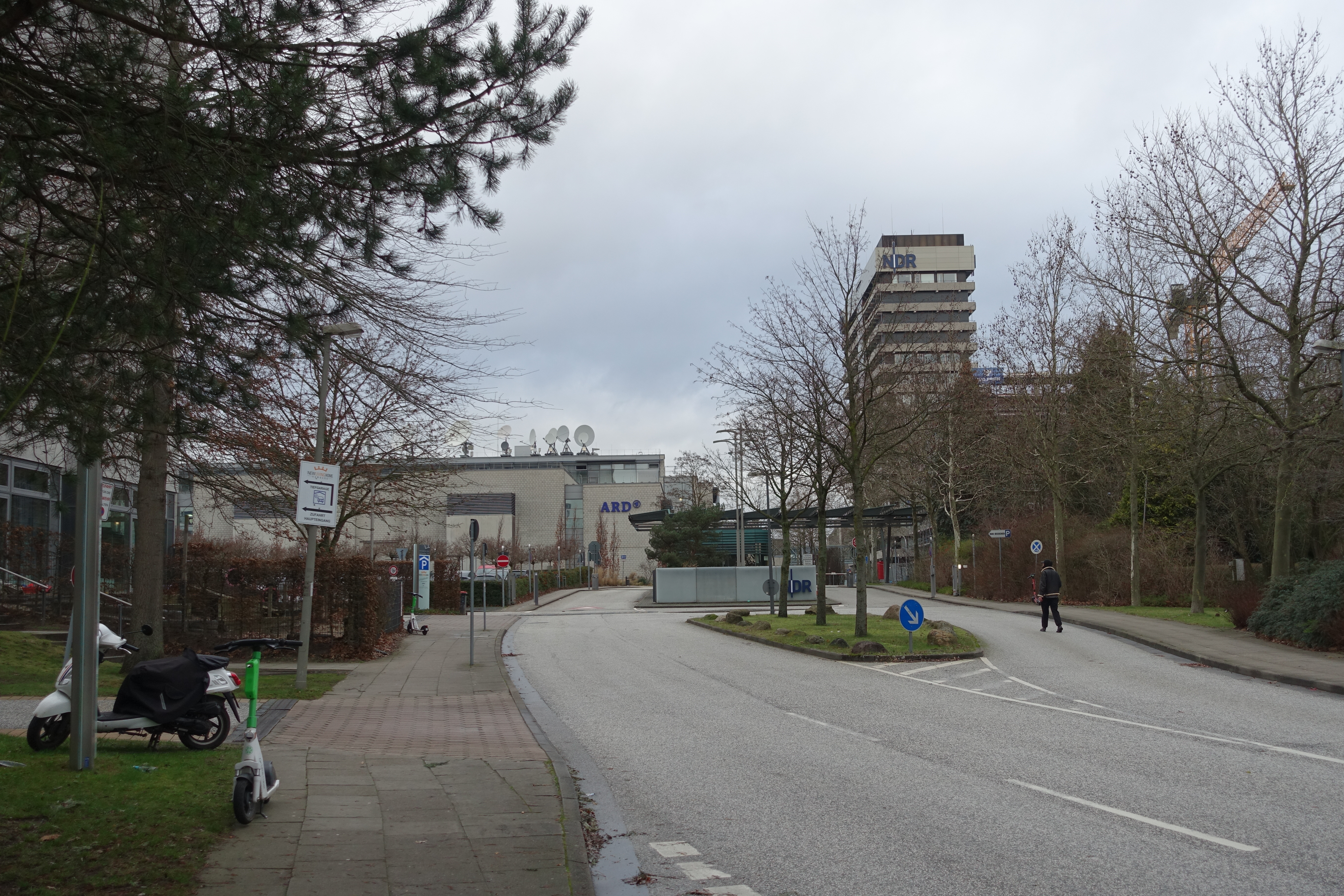
Studios von ARD-aktuell, wo auch tagesschau24 produziert wird.

Tagesschau24 (eigene Schreibweise: tagesschau24, gelegentlich auch ts24 abgekürzt; bis 2012 EinsExtra) ist der Fernseh-Nachrichtensender der ARD. Die Federführung von tagesschau24 liegt beim Norddeutschen Rundfunk, bei dem auch die Nachrichtenredaktion ARD-aktuell angesiedelt ist.

## Allgemeines
tagesschau24 ist ein Nachrichten- und Informationsprogramm und steht somit in Konkurrenz zu den privaten Nachrichtensendern Welt und n-tv.
Der Spartenkanal sendet unter der Woche etwa 15 Stunden Nachrichten am Tag, bei außerordentlichen Ereignislagen auch mehr. Darüber hinaus laufen in Randzeiten auch Dokumentationen, Magazine und Gesprächssendungen zu politisch und gesellschaftlich relevanten Themen. tagesschau24 blendet rund um die Uhr einen Nachrichtenticker als Laufband ein.
Verantwortlich für den Sender ist seit 2019 der Chefredakteur von ARD-aktuell Marcus Bornheim. Der Betrieb des Informationsprogramms kostet jährlich etwa 12 Millionen Euro.

## Geschichte

### EinsExtra (1997–2012)
In den ersten Ankündigungen wurde der Sender noch als ARD Extra bezeichnet, ging schließlich aber unter dem Namen EinsExtra auf Sendung. Das Programm startete gemeinsam mit den ARD-Digitalprogrammen Einsfestival und EinsMuXx zur Eröffnung der Internationalen Funkausstellung am 29. August 1997 als rein im Digitalfernsehen verbreitetes Spartenprogramm. EinsExtra wurde als ergänzendes Informationsprogramm zu den Vollprogrammen ausgerichtet. Das Programm des Senders, welches bis 2006 größtenteils aus Wiederholungen von Magazinen, Diskussionssendungen und Dokumentationen aus dem Ersten und den dritten Fernsehprogrammen bestand, wurde tagesaktuell zusammengestellt.
Im Dezember 2003 startete eine für den Kanal konzipierte Nachrichtensendung unter dem Namen „ARD-aktuell“. Die Sendung wies ein eigenständiges Erscheinungsbild auf und war eingeteilt in die Themenblöcke Thema des Tages, Inland, Wirtschaft, Ausland, Kultur, Sport und Wetter. Zusätzlich zum Livebild wurden Infografiken eingeblendet u. a. mit kurzen Nachrichten, Grafiken, Wetterberichten und Börseninformationen. Zum Team der Sendung gehörten u. a. Peter Joncker, Bianca Leitner und Marc Bator.
Von 2006 bis 2009 wurde der Sender sukzessive zum Nachrichtensender umgebaut, wozu tagsüber eine Live-Nachrichtenstrecke unter dem Namen „EinsExtra aktuell“ gestartet wurde, zunächst mit halbstündigen Ausgaben montags bis freitags jeweils von 14:00 bis 18:00 Uhr, ab Anfang 2008 dann durchgehend von 09:00 bis 19:00 Uhr, seit Juni 2009 bis 20:00 Uhr verlängert. Daneben führte man im August 2010 die Ausstrahlung an Wochenenden und Feiertagen von 12:00 bis 18:00 Uhr ein.

### Tagesschau24 (seit 2012)
Seit 1. Mai 2012 heißt EinsExtra nun Tagesschau24 und wird weiterhin auf dem gleichnamigen Sender ausgestrahlt. Seit 5. Dezember 2013 wird ein HD-Simulcast des Senders über Satellit ausgestrahlt, der SD-Sendebetrieb über Satellit wurde am 15. November 2022 eingestellt. 2022 beschloss die ARD den weiteren Ausbau von Tagesschau24, das Update wurde eingeführt, das regelmäßig mehrmals am Tag und bei aktuellen Ereignissen über die Lage berichtet. Die Sendestrecken spätabends und am Wochenende wurden verlängert. Seit 18. Januar 2021 wird wochentags eine Spätausgabe der Tagesschau-Nachrichten gegen 21:30 Uhr gesendet, seit 11. April 2023 gibt es nochmal eine längere Sendestrecke nach den Tagesthemen. Seit Anfang 2025 sendet man nun auch am Wochende nachts Nachrichten.
Im September 2024 wurde der Entwurf eines Rundfunkstaatsvertrags bekannt, mit dem die deutschen Bundesländer die Hörfunkprogramme und TV-Spartenkanäle ab Sommer 2025 langfristig reduzieren wollen. Zu den Vorschlägen der Rundfunkkommission der Länder zählt die Zusammenlegung von tagesschau24 mit dem Dokumentations- und Ereigniskanal Phoenix. Kritisiert wird, dass damit bei Kernaufgaben des öffentlich-rechtlichen Rundfunks gespart würde. Eine darauf folgende Petition der Organisation Campact unter dem Namen „Fakten statt Fake News: ARD und ZDF schützen!“ erreichte mehr als 500.000 Unterschriften.

## Programm
| Uhrzeit                | Format | Bemerkung |
| ---------------------- | --- | --- |
| 5:30 – 9:00            | ARD-Morgenmagazin oder ZDF-Morgenmagazin | wechselt wöchentlich                                                                                                |
| 9:00 – 12:00           | Tagesschau-Nachrichten | enthält das Update Wirtschaft                                                                                       |
| 12:00 – 12:10          | Tagesschau | parallel auch im Ersten zu sehen                                                                                    |
| 12:10 – 14:00          | ARD-Mittagsmagazin oder ZDF-Mittagsmagazin | wechstelt wöchentlich                                                                                               |
| 14:00 – 19:00          | Tagesschau-Nachrichten | |
| 19:00 – 19:08          | Tagesschau in Einfacher Sprache | |
| 19:08 – 20:00          | Tagesschau-Nachrichten | freitags nur bis 19:45, danach KlimaZeit                                                                            |
| 20:00 – 20:15          | Tagesschau | parallel auch im Ersten und den Dritten Programmen zu sehen                                                         |
| 20:15 – 20:30          | Das tagesschau24 TOP-THEMA | |
| ab 20:30               | Wiederholungen von Talkshows und Magazinen | Montag: Caren Miosga, Dienstag: Hart aber fair, Mittwoch und Donnerstag: maischberger, Freitag: ARD-Politikmagazine |
| gegen 22:15 oder 21:45 | Tagesthemen | parallel auch im Ersten zu sehen                                                                                    |
| etwa 22:50             | Tagesschau-Nachrichten | außer freitags |
| Gegen Mitternacht      | Tagesschau | parallel auch im Ersten zu sehen                                                                                    |
| nachts                 | Dokumentationen, Magazine, Wiederholung von Nachrichtensendungen aus den dritten Programmen, stündliche Übernahme der Hörfunknachrichten von NDR Info | Die Sendestrecke enthält auch die Tagesschau vor 20 Jahren                                                          |
| 4:30 – 5:00            | buten un binnen oder aktueller bericht | Wiederholung |
| 5:00 – 5:02            | Tagesschau | Wiederholung der Ausgabe, die kurz vorher im Ersten lief                                                            |
| 5:02 – 5:30            | hessenschau | Wiederholung |

### Tagesschau-Nachrichten

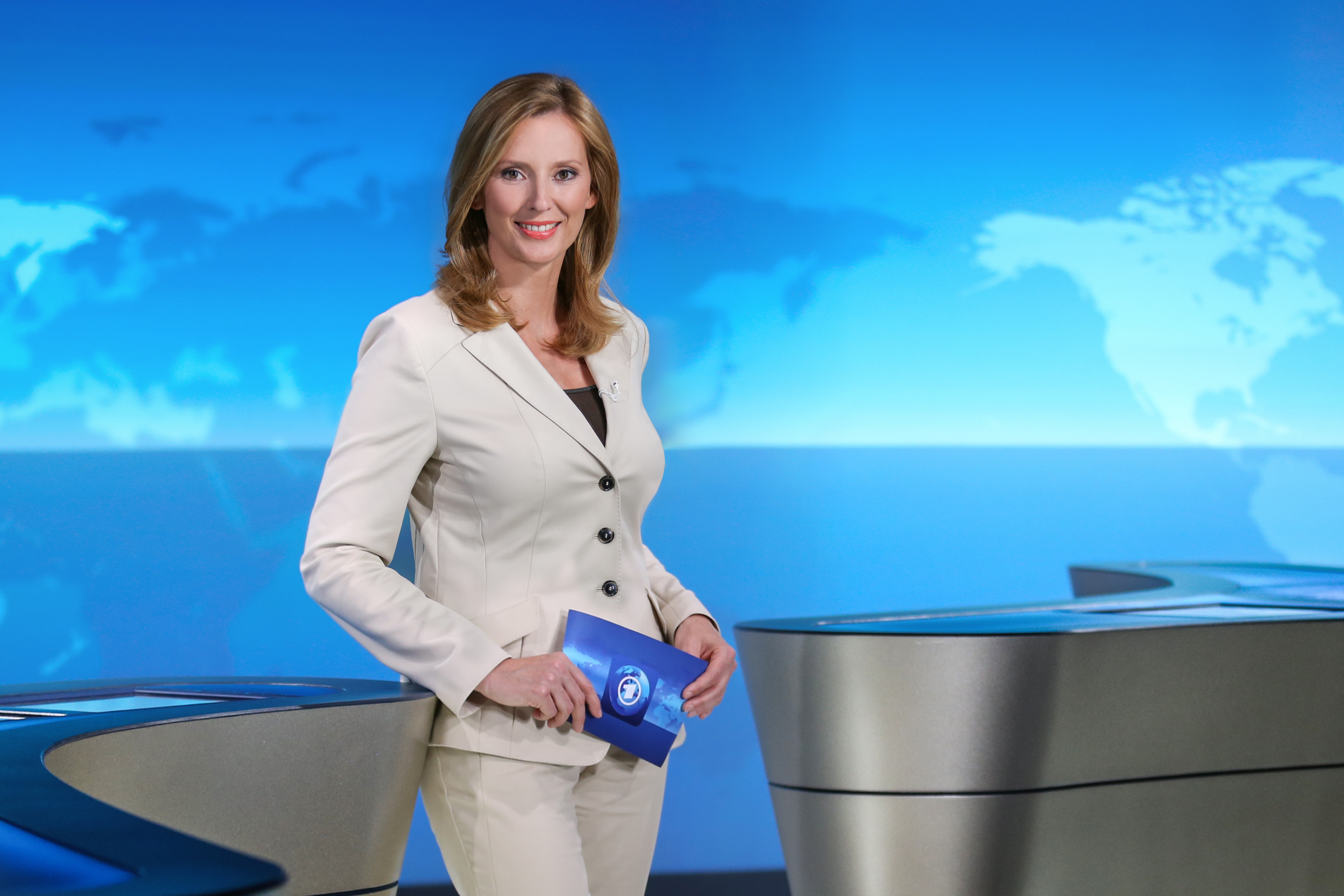
Die langjährige Moderatorin Kristina zur Mühlen im Studio

Tagesschau24 sendet täglich die Tagesschau-Nachrichten. Die Tagesschau-Nachrichten (bis 30. April 2012: EinsExtra Aktuell) sind ein Angebot der ARD-Nachrichtenredaktion. Sie zeichnen sie durch besondere Ausführlichkeit und Tiefe aus, oft gibt es lange Gespräche, beispielsweise mit Auslandskorrespondenten der ARD.
Die bei ARD-aktuell in Hamburg produzierten Nachrichten werden montags bis freitags nach dem Morgenmagazin durchgehend von 9 bis 20 Uhr gesendet, unterbrochen durch das Mittagsmagazin zwischen 12:10 und 14 Uhr, wochenends und feiertags von 9 bis 12:15 Uhr durchgehend, von 13 bis 14 Uhr jeweils 15 Minuten sowie von 15 bis 19 Uhr jeweils 30 Minuten. Sonntags erfolgt statt der 18-Uhr-Ausgabe eine dreiviertelstündige Sendung um 19:15 Uhr. Bis Mitte 2025 Montags bis Freitags gegen 21:30 Uhr, später dafür um 20:15 Uhr das TOP-THEMA, Montags bis Donnerstag gegen 22:50 Uhr und am Wochenende in der Nacht gegen 3 Uhr haben sich über die Jahre weitere Sendestrecken etabliert. Gegliedert sind die Nachrichten in Nachrichtenblöcke und ergänzende Informationen und Hintergrundberichte zu einzelnen Themen. Innerhalb dieser Sendestrecken wird die Tagesschau in 100 Sekunden ausgestrahlt. Werktags wird nachts stündlich die jeweils zuletzt im Ersten ausgestrahlte ARD-aktuell-Sendung wiederholt.
Tagesschau in einfacher Sprache
Seit Juni 2024 wird um 19 Uhr auf tagesschau24 eine Tagesschau in einfacher Sprache gesendet. Von Montag bis Freitag wird in der Gemeinschaftsredaktion von ARD-aktuell in Hamburg jeweils eine Ausgabe produziert, die die wichtigsten Themen des Tages zusammenfasst. Dieses Angebot richtet sich insbesondere an Menschen mit geringer Lese- und Schreibkompetenz, die komplizierten Texten nicht immer folgen können oder die Deutsch nicht auf muttersprachlichem Niveau beherrschen.

### Gesprächssendung
2008 startete die Talksendung Ulrich Timm im Gespräch. Im halbstündigen Format interviewt Ulrich Timm einen Experten zu einem aktuell relevanten Thema. Die Sendereihe wird aktuell produziert und wird auf ihrem festen Sendeplatz am Wochenende ausgestrahlt.

### Magazine
2022 startete das Magazin KlimaZeit. Es wird regelmäßig freitags um 19:30 ausgestrahlt. Darüber hinaus stellt Tagesschau24 keine eigenen Sendungen her, sondern bedient sich aus dem Repertoire des Ersten, der Dritten Programme und der Deutschen Welle. In den nicht von Nachrichten ausgefüllten Zeiten werden die wichtigsten Magazine zu den Themen Politik und Wirtschaft vom Ersten und den dritten Programmen wiederholt. Das ARD-Morgenmagazin wird wie das ZDF-Morgenmagazin und das ARD-Mittagsmagazin wie das ZDF-Mittagsmagazin im wöchentlichen Wechsel übernommen. Bis 2022 wurde auch das mittlerweile eingestellte Nachtmagazin wiederholt. Sonntags übernimmt Tagesschau24 den Bericht aus Berlin und den Weltspiegel vom Ersten.

Nachts werden in einem Block verschiedene Regionalnachrichtensendungen wiederholt, darunter etwa rbb24 Brandenburg aktuell, die Aktuelle Stunde, buten un binnen oder der Aktuelle Bericht.

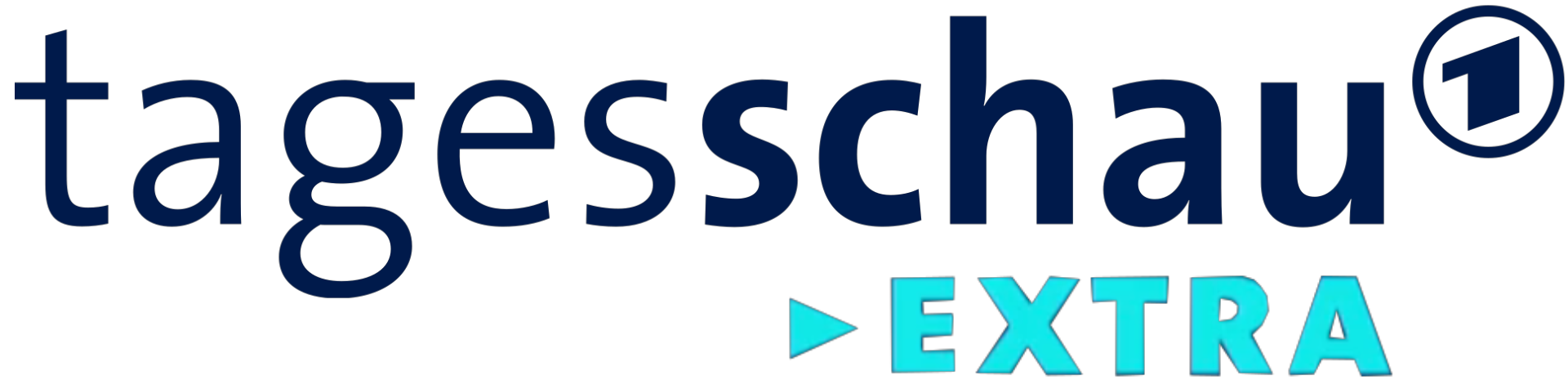
Logo der Extraausgaben der tagesschau, die sowohl im Ersten als auch auf tagesschau24 gesendet werden

### Sondersendungen
Tagesschau extra, Tagesthemen extra, der Brennpunkt und das ARD-Extra sowie Sendungen zu Wahlabenden wie die Berliner Runde werden wie im Ersten als Programmergänzung gesendet. Bei wichtigen Ereignissen werden auch Parlamentssitzungen, Pressekonferenzen oder Debatten live übertragen, teils übernimmt man dann das Signal des Ereigniskanals phoenix. Mit dem Ausbau von tagesschau24 wurde auch die Live-Begleitung von außerordentlichen Ereignislagen erweitert.

## On-Air-Erscheinungsbild

### Senderlogos

Logo von EinsExtra 1997 bis 2005
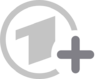
Alternatives EinsExtra-Logo von 2003 bis 23. April 2005 (die Idents von 1997 wurden weiterverwendet)
Logo von EinsExtra 2005 bis 30. April 2012
Logo von Tagesschau24 seit 1. Mai 2012
Logo des HD-Ablegers von 2013 bis 2016
Logo des HD-Ablegers von 2016 bis 2025
Cornerlogo

Im Mai 2014 wurde im Cornerlogo der Schriftzug tagesschau und das ARD-Markenzeichen dahinter gestrichen. Bei der HD-Variante stand bis zum 31. März 2025 „HD“ unter der 24 im Halbkreis.

### Design
2014 bekam tagesschau24 gemeinsam mit den anderen ARD-aktuell-Sendungen ein neues Erscheinungsbild, das im Jahr 2018 leicht verändert wurde. Damit einher ging auch eine minimale Veränderung der Melodie während der Trenner der Ressorts. 2023 wurden die Themen-Vorspänne komplett überarbeitet. Es wurde ein neues Design mit nachrichtlichen Bildern eingeführt, die sich immer schneller bewegen und schließlich zu einer Weltkugel verschmelzen. Ebenfalls wurde die Musik weiter vom ursprünglichen Tagesschau-Thema differenziert.

### Studio

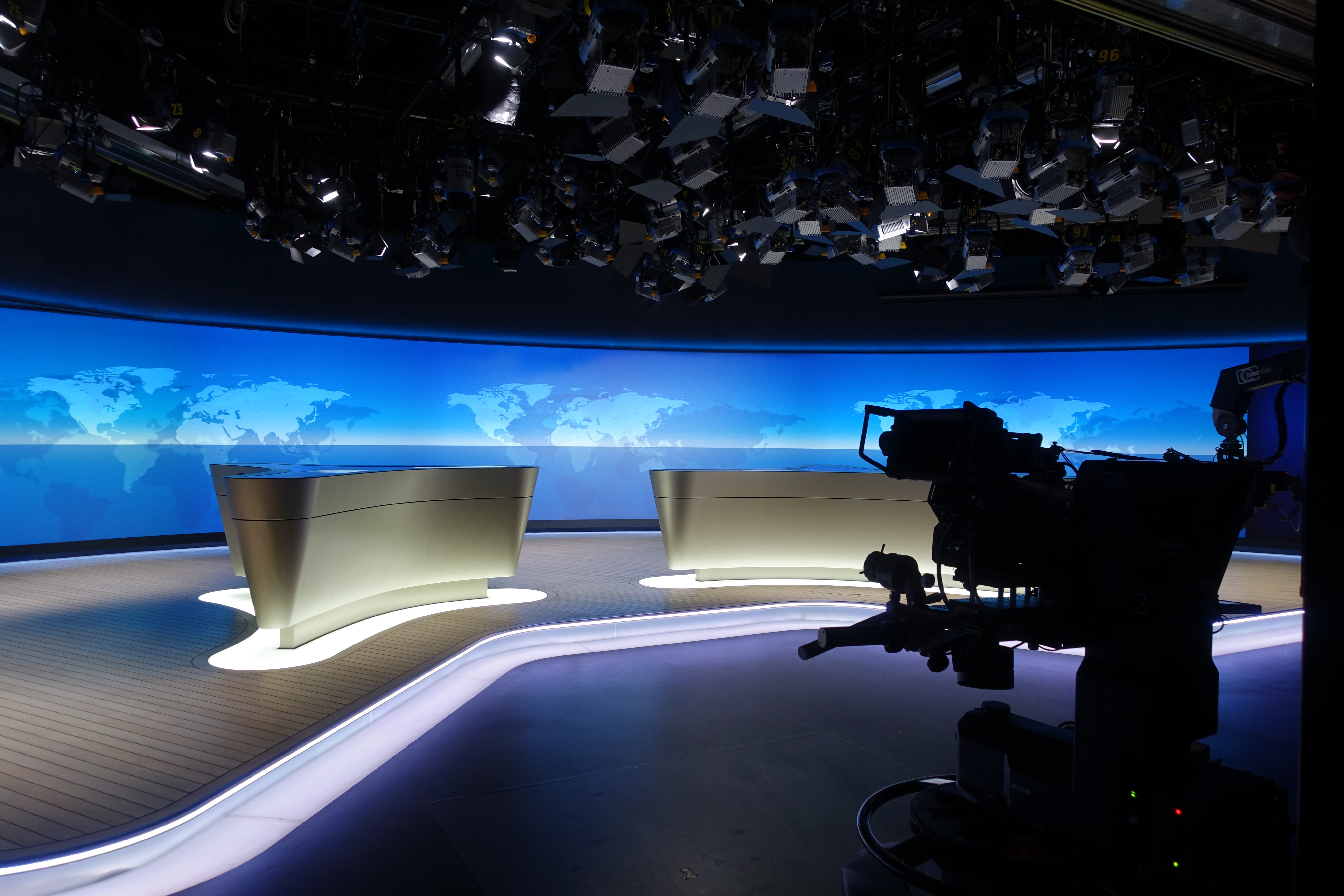
Studio von ARD-aktuell, aus dem weite Teile von Tagesschau24 gesendet wurden

Bis 2014 wurden die Nachrichten von Tagesschau24 in einem eigenen Studio bei ARD-aktuell in Hamburg produziert. Als das Tagesschau-Design im Jahr 2005 umgestaltet wurde, wurde auch das der Nachrichten bei Tagesschau24 an dieses angepasst. Von 2012 bis 2023 wurden die Nachrichten von Tagesschau24 über weite Strecken im selben Studio wie die Tagesschau und die Tagesthemen produziert. Seit 2023 wird dafür ein anderes Studio verwendet, das mit einem Greenscreen betrieben wird.
Sendungen der Tagesschau im Ersten werden in der Regel auch auf Tagesschau24 übertragen. Als tagesschau24 die Tagesschau-Nachrichten noch aus dem Hauptstudio sendete wurde das Bild aber nicht nach Ende ausgeblendet, sondern die Kamera unternahm erst noch eine Studiofahrt. Während diesen, dem Übergang dienenden, Kameramanöver sah man den Sprecherwechsel bzw. Tischwechsel des Sprechers und dreidimensionale Bilder im Hintergrund.

## Streit um Ausrichtung als Nachrichtenkanal
Die privaten Fernsehsender, insbesondere n-tv und N24, äußerten erhebliche Bedenken hinsichtlich der Pläne der ARD, den Digitalkanal EinsExtra zu einem vollwertigen Nachrichtenkanal auszubauen. Sie sahen darin eine potenzielle Bedrohung für ihre eigene Marktposition und Existenz. Anke Schäferkordt, Geschäftsführerin von RTL, warnte vor einer „Schieflage“ im Markt, sollte EinsExtra in den Nachrichtenbereich eintreten.
Die Kritik konzentrierte sich auf die Tatsache, dass die öffentlich-rechtlichen Sender durch die Nutzung von Rundfunkgebühren finanziert werden und somit einen Wettbewerbsvorteil gegenüber privaten Anbietern haben könnten. Jürgen Doetz vom Verband Privater Rundfunk und Telemedien (VPRT) betonte, dass die umfangreichen Digitalpläne der ARD, einschließlich des Ausbaus von EinsExtra, den privaten Nachrichtensendern erheblich schaden könnten.
Trotz dieser Bedenken verteidigte die ARD ihre Pläne. Der damalige ARD-Vorsitzende Fritz Raff wies die Kritik der privaten Sender zurück und betonte, dass der Ausbau von EinsExtra im Einklang mit dem öffentlich-rechtlichen Auftrag stehe.

## Kritik
Eine Studie über den „Public Value“ von Informationskanälen stelle 2010 fest, dass EinsExtra insgesamt einen qualitativen Mehrwert gegenüber den privaten Anbietern biete, insbesondere durch mehr politische Berichterstattung und ein breiteres Nachrichtenspektrum. Auch quantitativ zeigten sich Unterschiede: EinsExtra biete insgesamt den höchsten Nachrichtenanteil im Vergleich zu den privaten Nachrichtensendern n-tv und N24. Während EinsExtra über 60 % seines Programms mit Nachrichten füllte, lag der Anteil 2010 bei n-tv bei 49,1 % und bei N24 nur bei 38,2 %.
Der Sender geriet in der Vergangenheit, beispielsweise beim Brand von Notre-Dame in Paris 2019, bei dem Sturm auf das Kapitol in Washington 2021, bei dem Hochwasser in West- und Mitteleuropa 2021 oder im Juni 2023 während des Aufstandes der Gruppe Wagner in Russland in die Kritik. Während sich bedeutende Ereignisse entfalteten, sendete Tagesschau24 weiterhin geplante Dokumentationen und unterbrach das Programm nicht für Live-Berichterstattung. Dies stieß auf Unverständnis, da der Sender in der Vergangenheit als Hauptplattform für aktuelle Nachrichten positioniert worden war. Mitbewerber, insbesondere private Nachrichtensender wie Welt und n-tv sowie internationale Kanäle wie CNN, reagierten zeitnah.
Um besser auf spontane Nachrichtenlagen reagieren zu können, beschloss die ARD 2022 den Ausbau von Tagesschau24 und man verlängerte die Sendestrecken spätabends und am Wochenende.

## Marktanteil
Täglich nutzen etwa 2,39 Millionen Menschen das lineare Angebot von tagesschau24. 2023 und 2024 erzielte der Sender einen Jahresmarktanteil im Gesamtpublikum von 0,4 % sowie bei der Zielgruppe der 14-49-Jährigen einen Marktanteil von 0,5 %. Damit liegt man klar hinter den kommerziellen Wettbewerbern n-tv und Welt. In den Jahren 2017, 2018 und 2019 lag der Marktanteil bei 0,3 %.
In einem Interview betonte Chefredakteur Bornheim gegenüber dem Branchenmagazin DWDL.de, dass man bei tagesschau24 wissend nicht auf die Einschaltquote achte und sogar ganz bewusst gegen größere Reichweiten programmiere. 2012 erklärte Kai Gniffke, ehemaliger ARD-aktuell Chefredakteur, damals noch vor Einführung des neuen Programmschemas: „Wer bei uns nach 15 Minuten noch zuschaut ist entweder eingeschlafen oder wirklicher Nachrichtengenießer. Damit ist gemeint: Wir schauen nicht auf die Quote“.

## Empfang

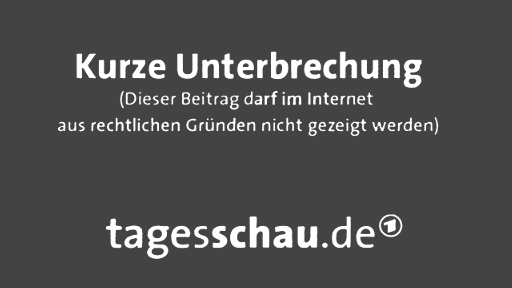
Inhalte, für die tagesschau24 keine Online-Verwertungsrechte besitzt, können nicht gestreamt werden. Das betrifft beispielsweise die Sportberichterstattung mit lizenziertem Bildmaterial.

tagesschau24 ist in Deutschland über eine Vielzahl von Übertragungswegen empfangbar und damit sowohl für klassische Fernsehzuschauer als auch für Nutzer digitaler Plattformen breit verfügbar. Die lineare Verbreitung erfolgt über ARD Digital unverschlüsselt über Satellit (DVB-S2) über die Astra-Plattform auf der Position 19,2° Ost (Astra 1P). Im digitalen Kabelnetz ist tagesschau24 über DVB-C ebenfalls frei empfangbar, wobei die Platzierung je nach Anbieter variieren kann. Zusätzlich wird der Sender über DVB-T2 HD terrestrisch ausgestrahlt. Seit dem 15. November 2022 wird Tagesschau24 ausschließlich in HD-Qualität verbreitet.
Neben der klassischen Verbreitung ist tagesschau24 auch über verschiedene internetbasierte Dienste verfügbar. Dazu zählen IPTV-Angebote wie MagentaTV, Vodafone GigaTV oder waipu.tv, über die der Sender gestreamt werden kann. Ein Livestream steht zudem rund um die Uhr über die ARD Mediathek sowie auf tagesschau.de und in der tagesschau-App zur Verfügung.

## Moderatoren

### Moderatoren der Tagesschau-Nachrichten
Die Moderatoren der Nachrichten auf Tagesschau24 sind in der Liste der Moderatoren und Sprecher von ARD-aktuell zu finden.

### Moderatoren der Ressorts
Bis Mitte 2020 wurden die einzelnen Ressorts Wirtschaft, Medien, Gut zu Wissen, Kultur und Sport noch von verschiedenen Moderatoren präsentiert. Seitdem übernimmt das der aktuelle Tagesschau24-Moderator. Einzig verblieben sind für das Ressort Kino Marcus Fliegel und für Wissenschaft Anja Martini. Die ehemaligen Moderatoren waren:
| Name                  | Einstieg         | Ressort       |
| Jessica Ostermünchner |                  | Wirtschaft    |
| Susanne Kluge         |                  | Wirtschaft    |
| Benjamin Cordes       |                  | Wirtschaft    |
| Christian Jeckat      | 16. Oktober 2017 | Wirtschaft    |
| Romy Hiller           | 22. Januar 2018  | Wirtschaft    |
| Bianca Zawadiak       | 19. März 2018    | Wirtschaft    |
| Melanie Stinn         | 7. Mai 2018      | Wirtschaft    |
| Ralph Baudach         |                  | Kultur        |
| Nastasja Müller       |                  | Kultur        |
| Christine Gerberding  |                  | Kultur        |
| Boris Rosenkranz      |                  | Kultur        |
| Janin Ullmann         |                  | Kultur        |
| Domenica Berger       |                  | Kultur        |
| Marcus Fliegel        |                  | Kino          |
| Kathrin Drehkopf      |                  | Medien        |
| Johannes Jolmes       |                  | Medien        |
| Sabine Schaper        |                  | Medien        |
| Maja Weber            | 2011             | Medien        |
| Tim Berendonk         |                  | Gut zu Wissen |
| Julia Büchler         | 2016             | Sport         |
| Michael Maske         |                  | Sport         |
| Ben Wozny             |                  | Sport         |
| Anne Strauch          |                  | Sport         |
| Inka Blumensaat       |                  | Sport         |
| Alexander Kobs        |                  | Sport         |
| Sandra Maahn          |                  | Sport         |
| Okka Gundel           |                  | Sport         |
| Patrick Halatsch      |                  | Sport         |

### Moderatoren des Updates
2022 wurde das Update ins Programm genommen, das regelmäßig mehrmals am Tag und bei aktuellen Ereignissen über die Lage berichtet. Seit März 2025 geht das Update auch nachts mit einem Nachrichtenüberblick auf Sendung. Die Moderatoren von Ressorts und Rubriken von Tagesschau24 sind:

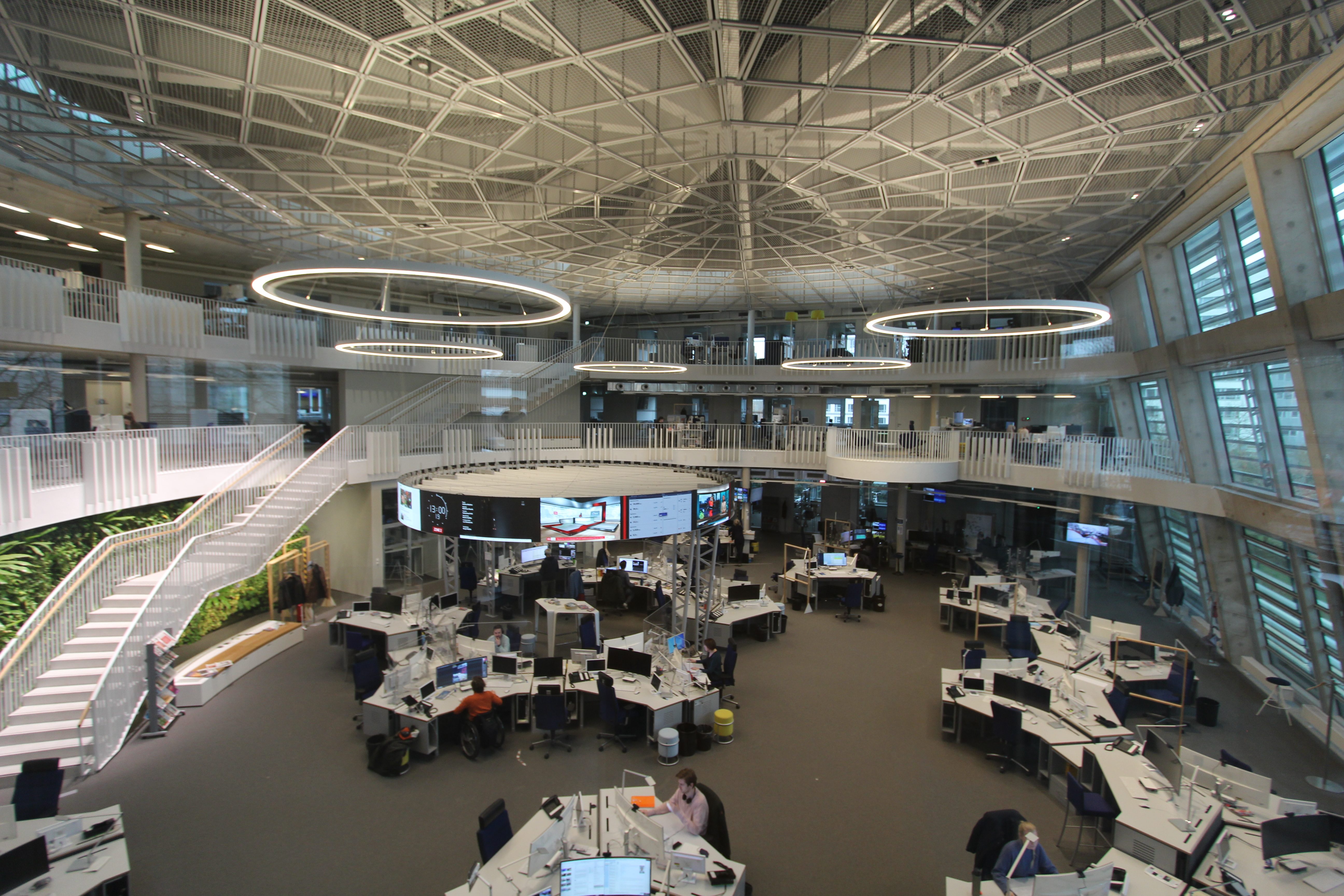
Newsroom der tagesschau aus dem das Update gesendet wird

| Name               | Einstieg | Ausstieg |
| ------------------ | -------- | -------- |
| Sophia Bogner      | 2022     | 2024     |
| René Bucken        | 2022     | 2025     |
| Britta Hejnoß      | 2022     |          |
| Frank Jung         | 2022     |          |
| Katja Keppner      | 2022     |          |
| Friedrich Leist    | 2022     |          |
| Susanne Petersohn  | 2022     | 2023     |
| Bernd Rasem        | 2022     |          |
| Christian Saathoff | 2022     |          |
| Andreas Schmitt    | 2022     | 2024     |
| Ilanit Spinner     | 2022     |          |
| Jenny Stadelmann   | 2022     | 2024     |
| Aline Braun        | 2023     |          |
| Melanie Marks      | 2023     |          |
| Marcus Pfeiffer    | 2023     |          |
| Tobias Bönte       | 2024     |          |
| Felix Edeha        | 2024     |          |
| Alex Franz         | 2024     |          |
| Daniel Frevel      | 2024     |          |
| Birgit Langhammer  | 2024     |          |
| Marie Schulz       | 2024     |          |
| Tanja Seibert      | 2024     |          |
| Ilka Seuthe        | 2024     |          |
| Arne Bartram       | 2025     |          |
| Luca Benincasa     | 2025     |          |
| Inka Blumensaat    | 2025     |          |
| Marc Feuser        | 2025     |          |
| Vivien Graf        | 2025     |          |
| Marc Langebeck     | 2025     |          |
| Lilli Michaelsen   | 2025     |          |
| Anina Pommerenke   | 2025     |          |
| Kevin Poweska      | 2025     |          |
| Niels Walker       | 2025     |          |

### Börsensprecher

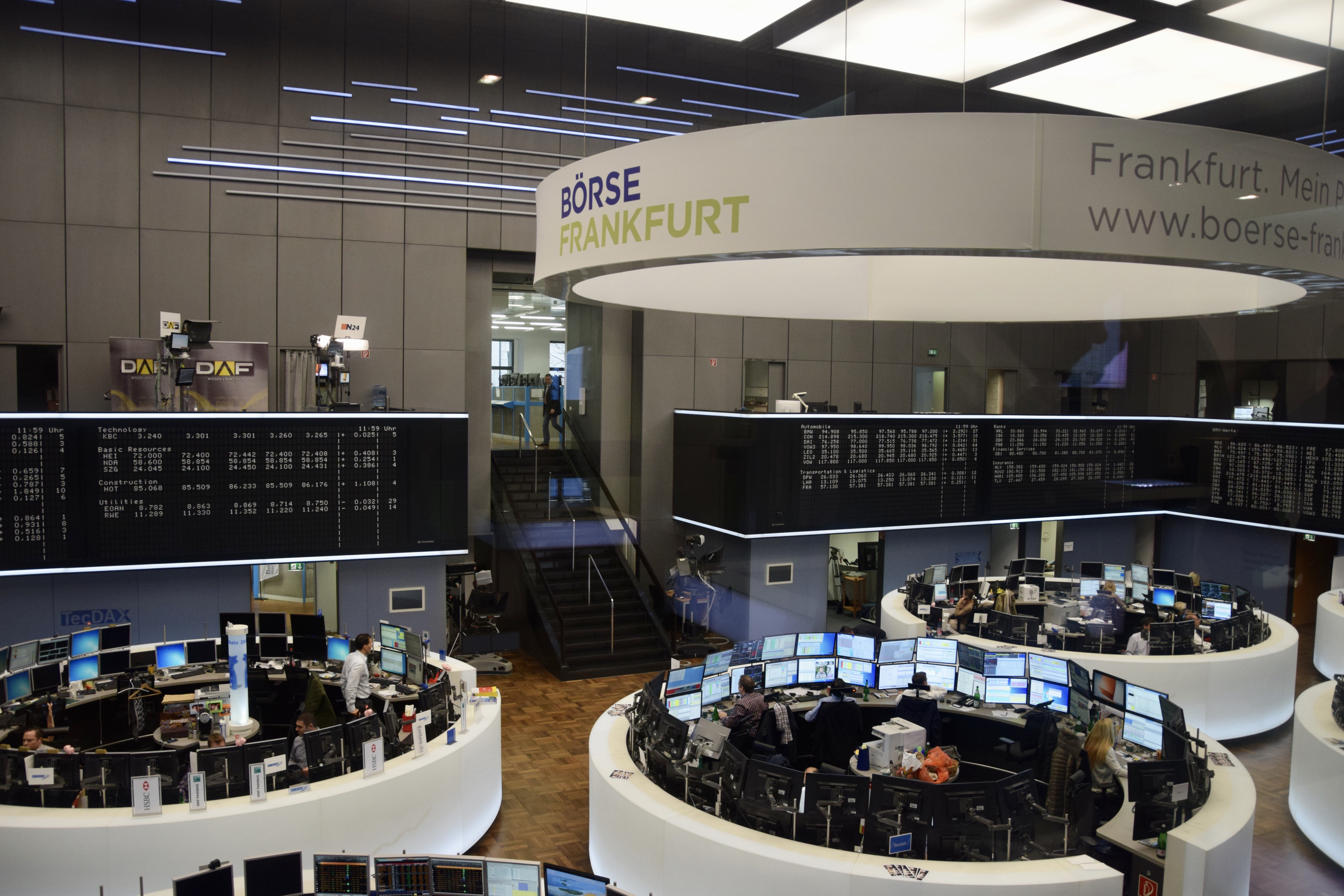
Informationen zum Thema Wirtschaft durch die beim hr angesiedelte ARD-Finanzredaktion sendet tagesschau24 aus dem Handelssaal der Frankfurter Wertpapierbörse.

Die Börsensprecher, die unter anderem auch werktäglich das Update Wirtschaft bei tagesschau24 moderieren sind:
| Name                  | Einstieg | Bemerkung |
| Stefan Wolff          | 1998     |           |
| Klaus-Rainer Jackisch | 2001     |           |
| Anne-Catherine Beck   | 2022     |           |
| Lilli Hiltscher       | 2022     |           |
| Melanie Böff          | 2023     |           |
| Antje Erhard          | 2023     |           |
| Bo Hyun Kim           | 2023     |           |
| Samir Ibrahim         |          |           |
| Dorothee Holz         |          |           |
| Marcus Pfeiffer       |          |           |
| Bettina Seidl         |          |           |

### Wettermoderatoren

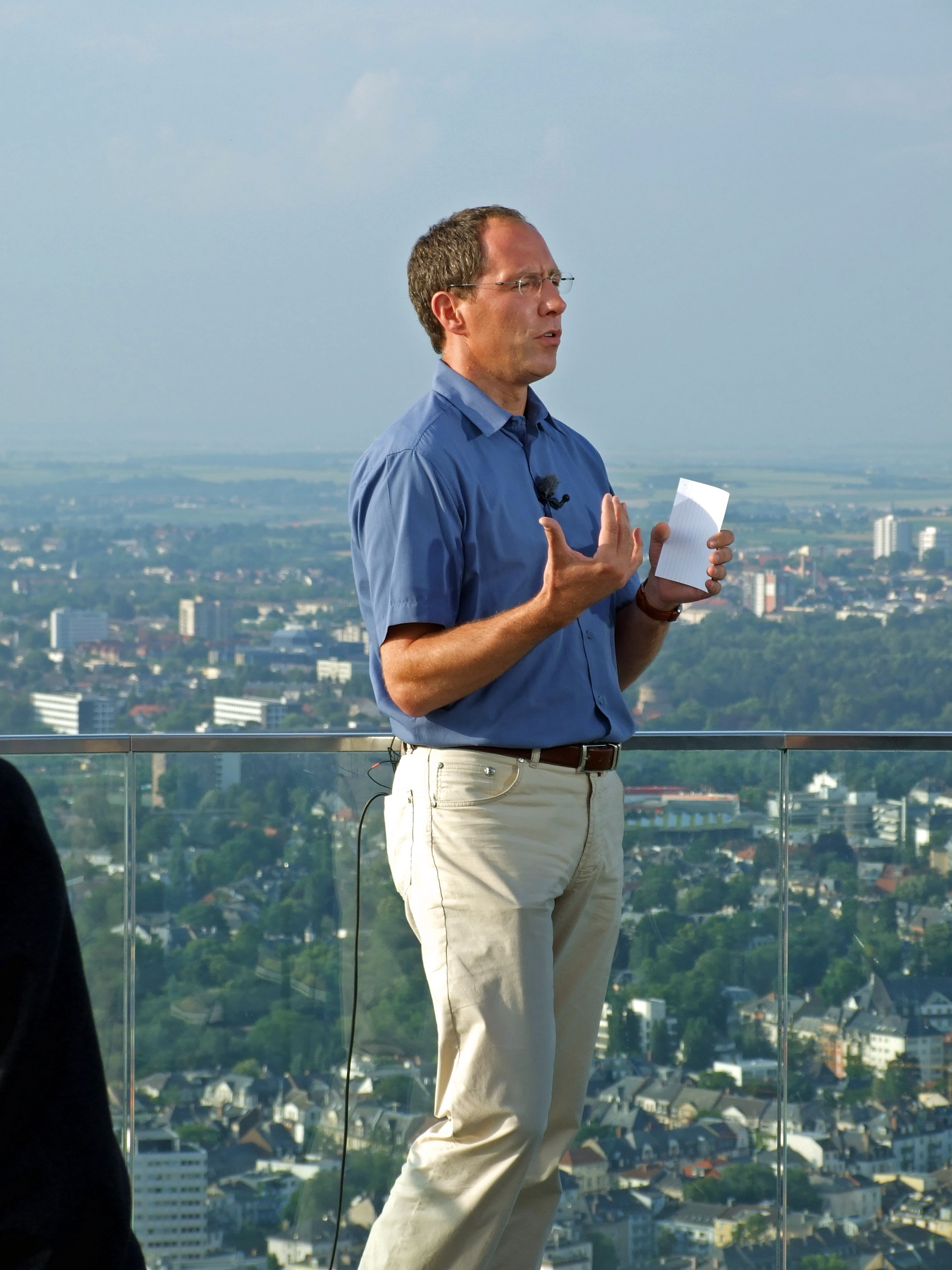
Thomas Ranft moderiert das Wetter mit Blick auf die Frankfurter Skyline

Die gesamte Wetterberichterstattung für die Tagesschau-Nachrichten wird vom 2020 geschaffenen ARD-Wetterkompetenzzentrum gesteuert. Die Wettermoderatoren auf tagesschau24 sind:
| Name              | Einstieg        | Bemerkung |
| Thomas Ranft      | 1997            |           |
| Wolfgang Rossi    | 1999            |           |
| Laura Di Salvo    | 2001            |           |
| Tim Frühling      | 2008            |           |
| Simone Kienast    |                 |           |
| Julie Tzschätzsch | 25. Januar 2018 |           |
| Danijel Stanic    | 08. Juli 2019   |           |
| Stefan Laps       | 2023            |           |